# Renault 20
Renault 20 − kort R20 − var en øvre mellemklassebil bygget af Renault mellem oktober 1975 og januar 1984. En identisk model med V6-motor (med undtagelse af turbodieselen) var Renault 30.

## Historie
Renaults daværende topmodel, Renault 16, havde i 1975 været på markedet i 10 år, så en efterfølger for modellen var under forberedelse. R16 solgte dog for godt til at man vil lade produktionen indstille.
I marts 1975 introduceredes Renault 30, som i den første tid kun fandtes med V6-motorer (PRV). For at lukke det opståede hul mellem R16 og R30 og forberede afløsningen af R16, introduceredes R20 i november 1975 med karrosseri og teknik fra R30, men firecylindret motor fra R16 TX. R16 blev dog fortsat bygget sideløbende med R20 og R30 indtil starten af 1980.
Hvor R30 udelukkende fandtes med V6-motorer (med undtagelse af den i 1982 introducerede turbodieselversion), omfattede R20-programmet udelukkende firecylindrede rækkemotorer.
Modellen kom på markedet i Frankrig i november 1975, og adskilte sig udvendigt fra R30 gennem en modificeret front med bredbåndsforlygter i stedet for runde, dobbelte forlygter. Biler til det svenske marked havde dog de runde forlygter, da loven der krævede forlygteviskere. Ellers var R20 og R30 på nær tekniske bagateller som hjul, forskærme, bremser og brændstoftype samt detaljer i kabinen stort set identiske.
I september 1977 introduceredes R20 TS med en nyudviklet motor med i starten 82 kW (112 hk). Udstyret med servostyring, el-ruder og centrallåsesystem næsten identisk med R30 TS. Til købere som var ligeglade med V6-motoren, var den et billigere alternativ til Renault 30, men solgte dog ikke lige så godt som den.
Versionerne R20 L, TL og GTL havde alle den firecylindrede motor på 1647 cm³, hvor den nye 2,0-motor fra R20 TS samtidig kom til at danne basis for yderligere to meget succesfulde motorer, som først debuterede i R20 og senere blev benyttet i alle Renaults store og øvre mellemklassebiler. Fra efteråret 1980, ligeledes på basis af 2,0'eren, introducerede Renault en firecylindret 2165 cm³-motorer med en effekt på 115 hk i R20 TX.
I 1979 bevægede Renault sig ind i dieselsegmentet. På basis af 2,0-liters benzinmotoren udvikledes en firecylindret dieselmotor med et slagvolume på 2068 cm³ og en maksimal effekt på 65 hk, som ved hjælp af turbolader og intercooler kunne yde 86 hk og blev benyttet i R30 TurboD. R20 TurboD kom i 1982, men solgtes dog officielt kun i Frankrig.
Diesel-/turbodieselmotoren på 2,1 liter og benzinmotorerne på 2,0 og 2,2 liter blev frem til slutningen af 1996 i modificeret form også benyttet i modellerne R18, Fuego, R25, Espace og R21.

## Versioner
| Model      | Type | Slagvolume cm³ | Maks. effekt kW (hk) / omdr. | Maks. drejningsmoment Nm / omdr. | Byggeperiode      |
| ---------- | ---- | -------------- | ---------------------------- | -------------------------------- | ----------------- |
| Benzin     |      |                |                              |                                  |                   |
| L, TL, GTL | 1271 | 1647           | 72 (98) / 5750               | 133 / 3500                       | 10/1975 − 10/1980 |
| TS, LS1    | 1272 | 1995           | 82 (112) / 5500              | 168 / 3500                       | 8/1977 − 10/1980  |
| LS, TS     | 1277 | 1995           | 77 (105) / 5500              | 167 / 3000                       | 10/1980 − 1/1984  |
| TX         | 1279 | 2165           | 85 (115) / 5500              | 176 / 3000                       | 10/1980 − 1/1984  |
| Diesel     |      |                |                              |                                  |                   |
| TD, GTD    | 1276 | 2068           | 48 (65) / 4500               | 124 / 2250                       | 10/1980 − 1/1984  |
| TurboD2    | 1270 | 2068           | 63 (86) / 4250               | 181 / 2000                       | 1/1982 − 1/1984   |

## Succes i Dakar Rally 1982
I 1982 vandt brødrene Marreau Dakar Rally i en Renault 20 Turbo 4x4 med startnummeret 150. I dette rally indgik også en anden, identisk R20 med startnummeret 151, der som den 17. nåede målet i Dakar.

## Produktionstal
Af R20 blev der i knap ni år fremstillet i alt 638.000 eksemplarer.
Bilerne til det europæiske marked blev fremstillet i Sandouville, Frankrig. Biler til det latinamerikanske marked kom fra 1979 fra Automóvil de Francia i venezuelanske Valencia, et datterselskab af Renault Venezolana. Frem til 1996 blev bilen CKD-fremstillet i Mariara i Venezuela.
I foråret 1984 blev såvel R20 som R30 afløst af Renault 25.

## Dacia 2000
I 1980'erne fremstillede det rumænske Dacia et mindre antal Renault 20'ere under navnet Dacia 2000. Disse biler var kun beregnet til det kommunistiske systems statsapparat.